# Дзердзювка
Дзердзювка (пол. Dzierdziówka) — село в Польщі, у гміні Залешани Стальововольського повіту Підкарпатського воєводства.
Населення — 608 осіб (2011).
У 1975-1998 роках село належало до Тарнобжезького воєводства.

## Демографія
Демографічна структура станом на 31 березня 2011 року:
|          | Загалом | Допрацездатний вік | Працездатний вік | Постпрацездатний вік |
| -------- | ------- | ------------------ | ---------------- | -------------------- |
| Чоловіки | 296     | 56                 | 205              | 35                   |
| Жінки    | 312     | 53                 | 174              | 85                   |
| Разом    | 608     | 109                | 379              | 120                  |